# Droga wojewódzka nr 335
Droga wojewódzka nr 335 (DW335) – droga wojewódzka o długości około 29 km, leżąca na obszarze województwa dolnośląskiego. Trasa ta łączy drogę wojewódzką nr 328 przebiegającą przez Chojnów w powiecie legnickim z Lubinem, gdzie kończy swój bieg, a podróż można kontynuować drogą krajową nr 3 (trasa europejska E65) bądź drogą krajową nr 36. 

## Miejscowości leżące przy trasie DW335
Województwo dolnośląskie
 Powiat legnicki
- Chojnów (DW328)
- Jaroszówka

 Powiat polkowicki
- Michałów
- Żabice
- Brunów

 Powiat lubiński
- Krzeczyn Mały
- Lubin (DK3, DK36)